# Списък на римските управители на Панония
Списък на римските управители в римската провинция Панония:

## Легати (legatus exercitus)
- Публий Силий Нерва, 16 пр.н.е.
- Тиберий Клавдий Нерон (имп. Тиберий), 12 – 11 пр.н.е.
- Марк Виниций, 10 – 9 пр.н.е. или около смяната на времето
- Секст Апулей, 8 – 7 пр.н.е.
- Луций Домиций Ахенобарб, между 6 пр.н.е. и 1 пр.н.е.
- Марк Валерий Месала Месалин, 6 г.
- Марк Плавций Силван, 8 – 9 г.

## Управители на неразделената провинция Панония
Старото име Илирия изчезва, като се дели на Панония и Далмация.
Известни управители на неразделената провинция:
- Марк Емилий Лепид, 9 г.
- Луций Елий Ламия, 6 – 8 г.; (12 – 14 г.)
- Квинт Юний Блез, 14 – 16 г.
- Друз Юлий Цезар, 17 – 20 г.
- Луций Мунаций Планк, 17 години, между 15 и 35 г.
- Гай Калвизий Сабин, 32 – 39 г. по време на император Калигула (37 – 41)
- Авъл Плавций, 36 или 39 до 42 г. по времето на имп. Клавдий
- Гай Умидий Квадрат, вер. 46 – 50 г. по времето на имп. Клавдий
- Секст Палпелий Хистер, 44 г. или 50 – 52/53
- Месала Випстан Гал, 52/53? г. или 53 – 54 г.
- Луций Салвидиен Руф Салвиан, 60 г.
- Луций Кулеол, 60 г.
- Марк Антоний Прим, 68 г.
- Луций Тампий Флавиан, 68/69 – 70/71 г.
- Тит Ампий Флавиан, 68/69 г.
- Корнелий Фуск, 68 г. по време на император Галба
- Марк Аний Африн, 71 – 73 г. по времето на император Веспасиан (имп. 69 – 79 г.)
- Гай Калпетан Ранций Квиринал Валерий Помпей Фест, 73 – 78 г.
- Тит Атилий Руф, 80 – 82/83 г.
- Луций Фунизулан Ветониан, 83 – 85 г.
- Гней Пинарий Емилий Цицатрикула Помпей Лонгин, 96 – 97/98 г.
- Луций Юлий Урс Сервиан, 98/99 – 100/101 г.
- Квинт Глиций Атилий Агрикола, 101 – 106 г.
- Луций Нераций Приск Стари, 103 – 106 г. на Горна Панония и Долна Панония

Император Траян дели провинцията през 103 или 106 г. на Горна Панония и Долна Панония.

## Известни управители на провинция Горна Панония
- Публий Алфий Максим, 106 – 108 г.
- Публий Метилий Сабин Непот, 108 – 110 г.
- Луций Миниций Натал (116 – 117/118)
- Луций Нераций Приск Младши (120)
- Корнелий Прокул (130 – 133)
- Луций Елий Цезар (136 – 137)
- Тит Статилий Максим (136 – 137)
- Тит Хатерий Непот Атинат Проб Публиций Матениан (138 – 142)
- Марк Понтий Лелиан Ларций Сабин (146 – 149)
- Клавдий Максим (150 – 155)
- Марк Ноний Макрин (156 – 162)
- Марк Ялий Бас Фабий Валериан (156 – 158; или 166 – 169)
- Луций Дазумий Тулий Туск (162 – 166)
- Гай Юлий Комод Орфициан (169/170 – 172)
- Секст Квинтилий Максим (176 – 179; 178 /179)
- Гай Ветий Сабиниан Юлий Хоспет (175 г.; 183 – 189)
- Луций Септимий Север (191 – 193), Септимий Север (имп. 193 – 211)
- Валерий Катулин (193)
- Луций Фабий Цилон Септимий Катиний Ацилиан Лепид Фулциниан (196 – 202; или 197 – 201/202)
- Тит Клавдий Клавдиан (202 – 206)
- Луций Егнаций Виктор (207 – 209)
- Гай Фулвий Максим (210 – 214, малкото име и време несигурно)
- Касий Дион Кокцеан (226 – 228)
- Луций Аконий [...] (при Александър Север)
- Тит Помпоний Протомах (247 – 249, време несигурно)

## Известни управители на провинция Долна Панония
- Публий Елий Адриан (106 – 108 г.) (император Адриан 117 – 138)
- Тит Юлий Максим Манлиан (108 – 111)
- Публий Афраний Флавиан (или 111 – 114 или 114 – 117)
- Квинт Марций Турбон (118/119)
- Луций Нераций Приск Младши (или 118 – 120 или 114 – 117)
- Луций Атий Макрон (130/131 – 134)
- Луций Корнелий Лациниан (134 – 136)
- Луций Елий Цезар (136 – 137)
- Тит Статилий Максим (138 – 142)
- Марк Понтий Лелиан Ларций Сабин (142 – 147)
- Квинт Фуфиций Корнут (144 – 147)
- Коминий Секунд (147 – 150)
- Марк Ноний Макрин (150/151 – 154)
- Марк Ялий Бас (156 – 159)
- Гай Юлий Гемин Капелиан (159 – 160)
- Тиберий Хатерий Сатурнин (161 – 164)
- Тиберий Клавдий Помпеян (164 – 167)
- Луций Улпий Марцел (170 – 174, време несигурно)
- Гай Ветий Сабиниан Юлий Хоспет (174 – 175/176)
- Секст Квинтилий Кондиан (177/178 – 179)
- Луций Септимий Флак (179/180 – 183)
- Касий Апрониан (ок. 182 г. или 185 г.), (баща на историка Дион Касий)
- Луций Корнелий Феликс Плоциан (183 – 185)
- Гай Валерий Сабиниан (185 – 188, време несигурно)
- Помпоний [...] (188/189 – 192)
- Гай Валерий Пудент (192 – 194)
- Тиберий Клавдий Клавдиан (197 – 199)
- Луций Бебий Цецилиан (199 – 201)
- Квинт Цецилий Руфин Крепереян (ок. 203 – 208)
- Гай Юлий Септимий Кастин (209 – 212)
- Луций Касий Пий Марцелин (212 – 214)

През 214 г., след посещение на Каракала и промяна на границата, управителят на Pannonia inferior става също консулски:
- Луций Алфен Авитиан (214 – 215)
- Гай Октавий Апий Светрий Сабин (215/216 – 217)
- Деций Елий Трициан, по време на император Макрин (217 – 218 г.)
- Марций Клавдий Агрипа, 217 г. по време на император Макрин (217)
- Тиберий Понтий Понтиан (218 – 220)
- Варий Макрин (при Александър Север)
- Гней Флавий Елиан (228 – 230, малкото име несигурно)
- Флавий Маркиан (231 – 233)
- Публий Алфий Авит Нумерий Матерн (244 – 247)
- Тиберий Клавдий Марин Пакациан (247 – 248), (Пакациан, узурпатор 248/249)
- Гай Месий Квинт (Траян) Деций Валериан (248 – 249), (Деций Траян, император 249 – 251)
- Публий Косиний Феликс (или 249 – 252 или след 253)
- Марк Емилий Емилиан (252/253), (Емилиан, император 253)
- Инген (258/259), (узурпатор 258/259)
- Публий Касий Регалиан (260), (Регалиан, узурпатор 260)

По времето на император Галиен управителите са сменени от praesides с ранг vir perfectissimus.

## Praesidesв Горна Панония
- Марк Аврелий Максим (3 век)

## Praesidesв Долна Панония
- Тиберий Клементий Силвин (267 – 268)
- Луций Флавий Апер (ок. 270)
- Марк Аврелий Валентиниан (ок. 283)

Император Диоклециан разделя Панония на четири провинции: Панония Прима, Панония Секунда, Савия и Валерия.

## Управители на Панония Секунда
- Априкан, 355 г.
- Аврелий Виктор, 361 г.
- Месала, 373 г.

Чрез построяване на Лимеса през 5 век провинцията Панония Прима (Pannonia Prima) не съществува от 433 г. Западноримският генерал Аеций дава територията официално на хунския крал Руа.
Панония Секунда (Pannonis secunda) съществува до 6 век като византийско владение.

## Финансови прокуратори
- Корнелий Фуск (69 г. в неразделена Панония)
- Гай Велий Руф (ок. 90, в неразделена Панония)
- Гай Вибий Максим (95, в неразделена Панония)
- Луций Вибий Лентул (104, в неразделена Панония)
- Аний Постум (мж. 117 – 161, в Pannonia inferior)
- Луций Фезелий Сабиниан (мж. 138 – 161, в P. inf.)
- Корвиний Емилан (сл. 161, в P. inf.)
- Луций Луцилий Панза Присцилиан (сл. 161, в P. inf.)
- Марк Месий Месор (161, в Pannonia superior)
- Тит Геминий Руфин (164, в P. sup.)
- Тиберий Клавдий Присциан (166, в P. sup.)
- Гай Антоний Юлиан (сл. 161, в P. sup.)
- Тиберий Клавдий Руф[...] (неизвестно, P. sup.)
- Марк Атоний Руфин (неизвестно, P. sup.)
- Марк Улпий (неизвестно, P.sup.)
- Tyrrhenus (при Комод, P.sup.)
- Гай Публиций Прокулеян (първата половина на 3 в., пров. неизв.)
- Beius [...] (мж. 117 и 193, пров. неизв.)
- Елий Елиан (втората на 3 в., пров. неизв)